# 古桑维尔 (厄尔-卢瓦省旧市镇)
古桑维尔（法語：Goussainville，法語發音：[ɡusɛ̃vil] ⓘ）是法国厄尔-卢瓦省的一个旧市镇，属于德勒区。2015年，古桑维尔与市镇香槟合并为新的古桑维尔。

## 地理
古桑维尔（48°46'35"N, 1°33'16"E）面积10.83 平方千米，位于法国中央-卢瓦尔河谷大区厄尔-卢瓦省，该省份为法国北部内陆省份，北起顺时针与厄尔省、伊夫林省、埃松省、卢瓦雷省、卢瓦-谢尔省、萨尔特省和奧恩省接壤。
与古桑维尔接壤的市镇（或旧市镇、城区）包括：乌当、莫莱特、香槟。
古桑维尔的时区为UTC+01:00、UTC+02:00（夏令时）。

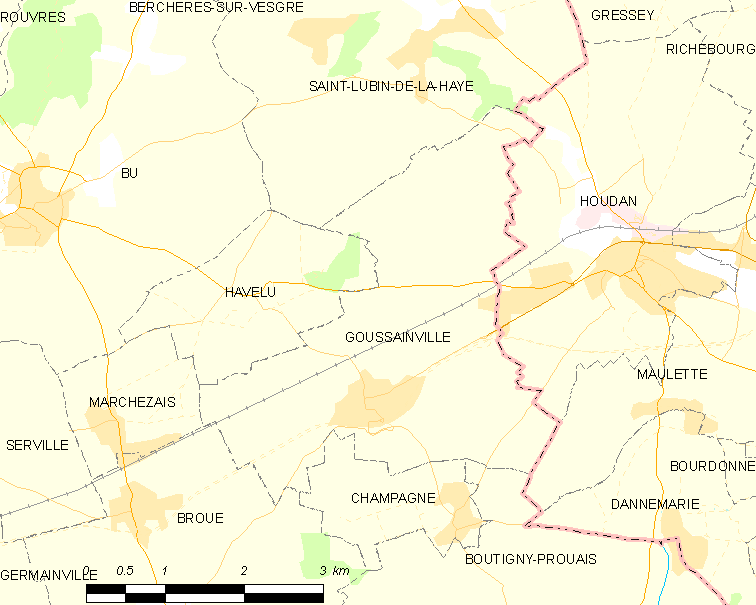
古桑维尔的OSM定位图

## 行政
古桑维尔的邮政编码为28410，INSEE市镇编码为28185。

## 政治
古桑维尔所属的省级选区为阿内特县。

## 人口

1962-2008年间古桑维尔人口变化图示

古桑维尔于2017年1月1日时的人口数量为964人。